# André Devaux
André Devaux (Laón, Francia, 4 de agosto de 1894-28 de febrero de 1981) fue un atleta francés, especialista en la prueba de 4 × 400 m en la que llegó a ser medallista de bronce olímpico en 1920.

## Carrera deportiva
En los JJ. OO. de Amberes 1920 ganó la medalla de bronce en los relevos de 4x400 metros, con un tiempo de 3:23.5 segundos, llegando a meta tras Reino Unido (oro) y Sudáfrica, siendo sus compañeros de equipo Géo André, Maurice Delvart y Gaston Féry.